# Marianne Dumermuth
Marianne Brigitte Dumermuth, bürglich Dumermuth Lehmann (* 29. Januar 1955 in Thun; heimatberechtigt in Thun und Eggiwil) ist eine Schweizer Biologin und Politikerin (SP).

## Leben
Marianne Dumermuth wuchs in Thun in einer politischen Familie auf. Der Grossvater war Grossrat im Kanton Bern und der Vater sass für die SVP im Stadtrat von Thun. Dumermuth besuchte die Schulen und das Gymnasium in Thun und studierte anschliessend Biologie an der Universität Bern. und wurde Liz. phil. nat. in Botanik. In Bern gründete sie 1984 das Beratungsbüro UNA – Atelier für Naturschutz und Umweltfragen, für welches sie während 26 Jahren Projekte im Auftrag von Bund, Kantonen und Gemeinden in den Bereichen Landwirtschaft und Naturschutz, Landschaftsplanung, Stadtökologie und Bildung bearbeitete. 2019 wurde Marianne Dumermuth vom Regierungsrat des Kantons Bern als Nachfolgerin von Robert Sutter zur Präsidentin der Kantonalen Kommission zur Pflege der Orts- und Landschaftsbilder gewählt. Marianne Dumermuth hat zwei erwachsene Kinder und lebt in Thun.

## Politik
Marianne Dumermuth kandidierte bei den Wahlen 2006 erfolglos für den Stadtrat (Legislative) von Thun, konnte aber 2008 auf einen frei gewordenen Sitz nachrutschen. Nach zwei Jahren im Thuner Stadtrat wurde sie 2010 in den Gemeinderat (Exekutive) gewählt und übernahm die Direktion Stadtentwicklung. Sie wurde bei den Wahlen 2014 wiedergewählt, trat aber zu den Wahlen 2018 nicht mehr an.
2014 wurde Marianne Dumermuth in den Grossen Rat des Kantons Bern gewählt, dem sie bis 2022 angehörte. Sie war von 2014 bis 2021 Mitglied der Bau-, Energie-, Verkehrs- und Raumplanungskommission und von 2021 bis 2022 Mitglied der Geschäftsprüfungskommission.
Dumermuth war Vorstandsmitglied der SP Thun, Verwaltungsrätin der Energie Thun AG und der Parkhaus Thun AG sowie Vizepräsidentin des Vereins Entwicklungsraum Thun (ERT). Sie ist Präsidentin der Baugenossenschaft Wohnwerk Futura in Thun und Stiftungsrätin der Gutknecht-Stiftung sowie der Stiftung Marianne und Alfred Ellenberger in Thun.